# Lijst van voetbalinterlands Bermuda - Cuba (vrouwen)
Deze lijst van voetbalinterlands is een overzicht van alle officiële voetbalinterlands tussen de nationale vrouwenteams van Bermuda en Cuba. De landen hebben tot nu toe één keer tegen elkaar gespeeld.

## Wedstrijden
| № | Plaats   | Datum            | Competitie                                       | Wedstrijd      | Uitslag |
| - | -------- | ---------------- | ------------------------------------------------ | -------------- | ------- |
| 1 | Kingston | 29 augustus 2018 | Noord-Amerikaans kampioenschap 2018 kwalificatie | Cuba − Bermuda | 2 − 0   |

## Samenvatting
| Competitie                                  | Totaal gespeeld | Winst Bermuda | Gelijk | Winst Cuba | Doelsaldo Bermuda – Cuba |
| ------------------------------------------- | --------------- | ------------- | ------ | ---------- | ------------------------ |
| Noord-Amerikaans kampioenschap kwalificatie | 1               | 0             | 0      | 1          | 0 − 2                    |
| Totaal                                      | 1               | 0             | 0      | 1          | 0 − 2                    |